# Temnorhynchus acutemarginatus
Temnorhynchus acutemarginatus är en skalbaggsart som beskrevs av Roger Paul Dechambre 1976. Temnorhynchus acutemarginatus ingår i släktet Temnorhynchus och familjen Dynastidae. Inga underarter finns listade i Catalogue of Life.